# Batthyány Vince

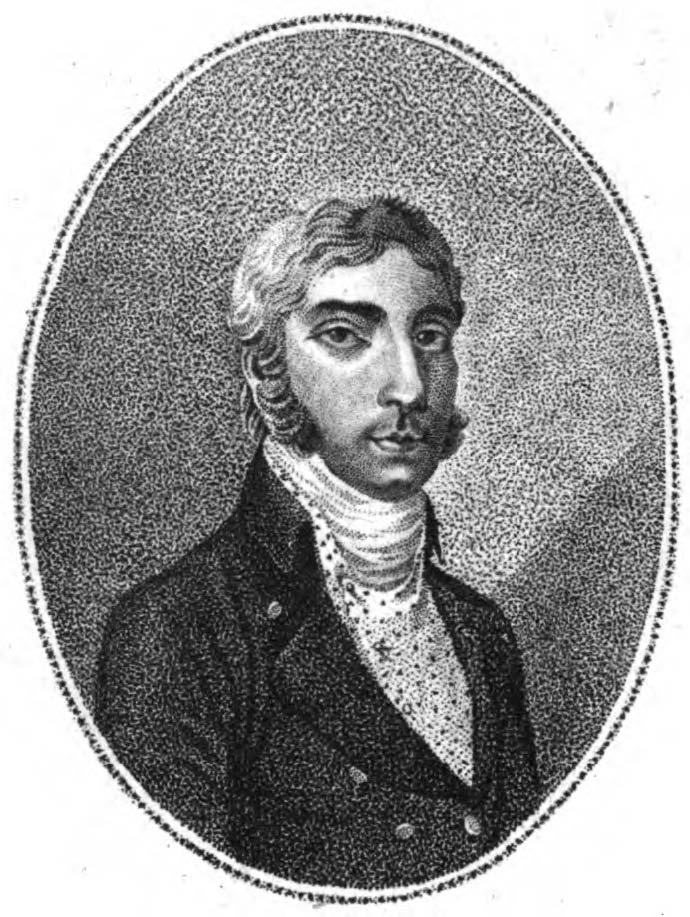
Batthyány Vince

Németújvári gróf Batthyány Vince (Graz, 1772. február 28. – Bécs, 1827. december 3.) császári és királyi titkos tanácsos, Hont vármegye főispánja, az udvari kamara alelnöke.

## Élete
Gróf Batthyány János György és gróf Illésházy Franciska fia. Apja ausztriai kamarai tanácsos volt. Előbb a magyar udvari kancelláriánál udvari tanácsos, azután Esztergom megye főispáni helytartója, az ausztriai udvari kereskedelmi bizottmány előadója s az udvari kamara alelnöke volt. Beutazta egész Európát.

## Művei
- Rede auf den Tod des Baron Kray von Topolya… H. n., 1804.
- Ueber das unagarische Küstenland. Pesth, 1805. (Megjelent a Zeitschrift von u. für Ungern (1804.) című folyóiratban is a szerző arcképével; ezen folyóirat szerkesztője Schedius Lajos adta ki a munkát. Ism. Uo. 257 l. és az Ung. Mischellenben 1805. 98.)
- Rede bey Aufstellung des von Francz dem Ersten dem Andenken Josephs II. gewidmeten Monuments. Uo. 1807. (Ism. Allg. Liter. Zeitung 1808. 50. sz.)
- Reise nach Constantinopel. In Briefen. 2. verb. u. verm. Aufl. Uo. 1810. (Ism. Allg. Liter. Zeitung 1811. IV. 753. l. Első kiadása a Zeitschr. von u. für Ungern (1802–1803.) című folyóiratban jelent meg.)
- Reise durch einen Theil Ungarns, Siebenbürgens, der Moldau und Bukovina im Jahre 1805. Uo. 1811. (Ism. Allg. Liter. Zeitung 1812. I. 81. Magyarra fordítva Egy hazafi által, megjelent Pesten 1818-ban.)

Arcképe Schindelmayer R. által rézbe metszve megjelent a 2. sz. munkája czímlapján 1805-ben.
Apróbb munkái az Ungarische Mischellen (1805.) és Zeitschrift von u. für Ungern (1802–4.) folyóiratokban jelentek meg.